# Bedřich Gerstel
Bedřich Gerstel, narozený jako Friedrich Gerstel, po emigraci do USA Frederick Gerstel (16. dubna 1896 Praha – 13. října 1967 New York), byl pražský podnikatel židovského původu, který působil v oblasti výroby a obchodu s luxusním nábytkem. Rodinná firma Gerstel patřila mezi přední výrobce nábytku v Československu.

## Život
Narodil se jako Friedrich Gerstel dne 16. dubna 1896 v Praze, byl prostřední ze tří dětí Emila Gerstela a jeho manželky Cornelie (Nelly) Strakosch. Oba jeho rodiče pocházeli z podnikatelského prostředí. Měl dvě sestry: Alice Gerstel (* 1894) a Susanne (Zuzana) Gerstel (* 1898). Vystudoval nižší čtyřleté gymnázium, na které navázal odbornou truhlářskou školou a Umělecko-průmyslovou školou v Praze. Označoval se za „architekta pro vnitřní zařízení“. Hovořil německy, česky a domluvil se rovněž anglicky. Jeho otec ho již od mládí připravoval na převzetí rodinné firmy, kterou úspěšně vedl. Umělecky orientovaná Umělecko-průmyslová škola byla na přelomu století centrem secese, což Bedřicha s velkou pravděpodobností inspirovalo právě k výrobě secesního nábytku.

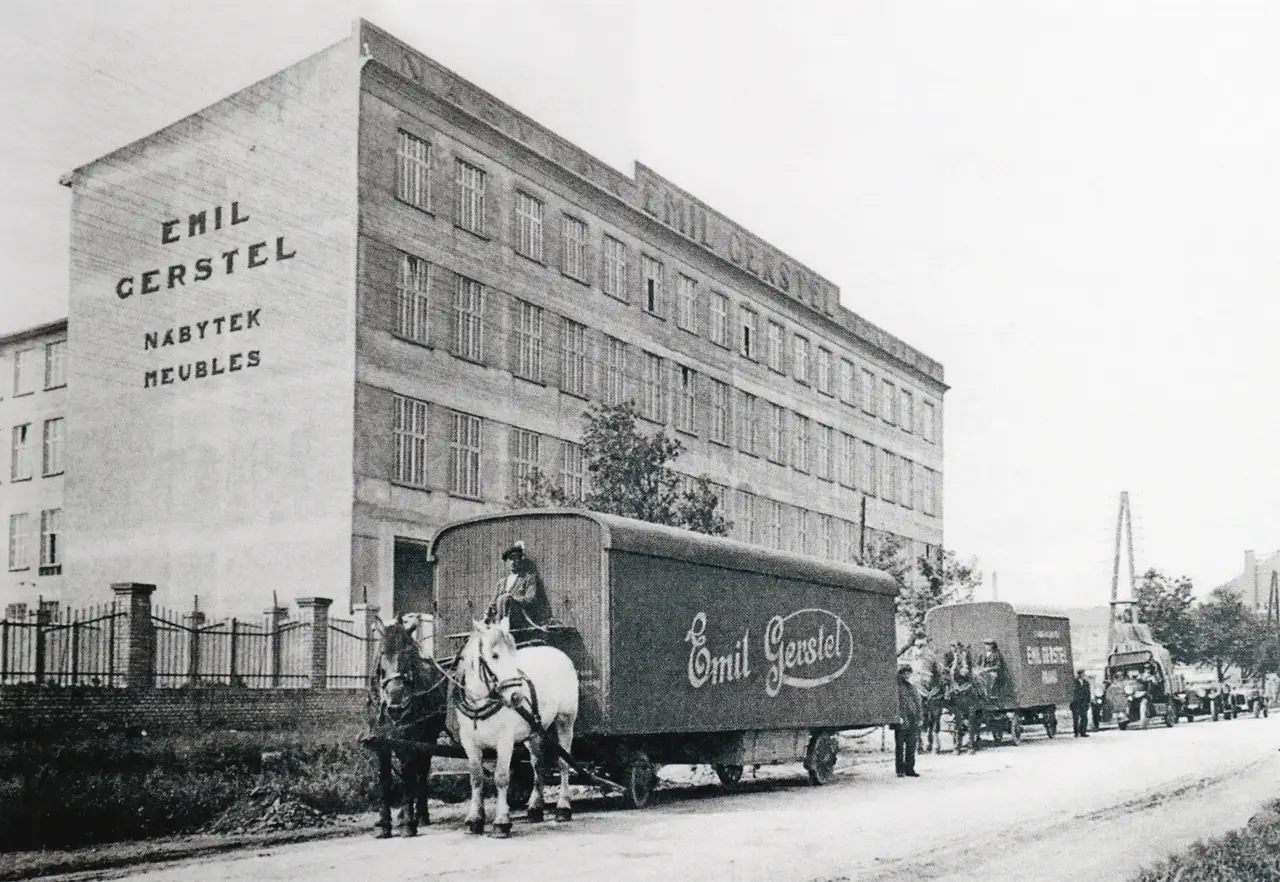
Tovární budova firmy Emil Gerstel v Libni, 30. léta 20. století

V šestnácti letech se nechal pokřtít a přijal jméno Verian. V roce 1915 nastoupil jako jednoroční dobrovolník do armády, kde dosáhl hodnosti poručíka. Na italské frontě byl v roce 1917 těžce raněn a po léčení ve vojenských lazaretech v Lublani a Vídni se v dubnu 1918 vrátil domů. Těsně po první světové válce založil v Chebu s několika spoluvlastníky vlastní nábytkářskou firmu Gerstel & Co. G.m.b.H., Eger, zaměřenou na výrobu uměleckého nábytku. V roce 1919 zemřel ve věku 49 let jeho otec a Friedrich Gerstel zdědil rodinnou firmu se zavedenými továrními provozy. Odešel z firmy, kterou založil a která neprosperovala (nakonec se rozpadla), a převzal vedení firmy po otci. V březnu 1921 se oženil s Martou Marií Hlaváčovou, která pocházela z vídeňské židovské rodiny a krátce před svatbou se nechala pokřtít. Její otec Bedřich Hlaváč byl blízkým spolupracovníkem a přítelem T. G. Masaryka a dlouholetým parlamentním a politickým zpravodajem Masarykových listů Čas a Naše doba. Po první světové válce se s rodinou přestěhoval do Prahy, kde se stal šéfredaktorem deníku Tribuna.
Podle rodinné legendy věnoval Friedrich Gerstel v roce 1921 své manželce jako svatební dar Horní zámek v Panenských Břežanech, který koupil od přítele svých rodičů Ferdinanda Bloch-Bauera. Ve skutečnosti však zámek koupil až v roce 1927 a získal do v dražbě poté, co se jeho majitel, podnikatel Bedřich Brdlík, dostal do insolvence. Horní zámek využíval Gerstel i k podnikání, sloužil mu jako předváděcí prostory pro jeho výrobky.

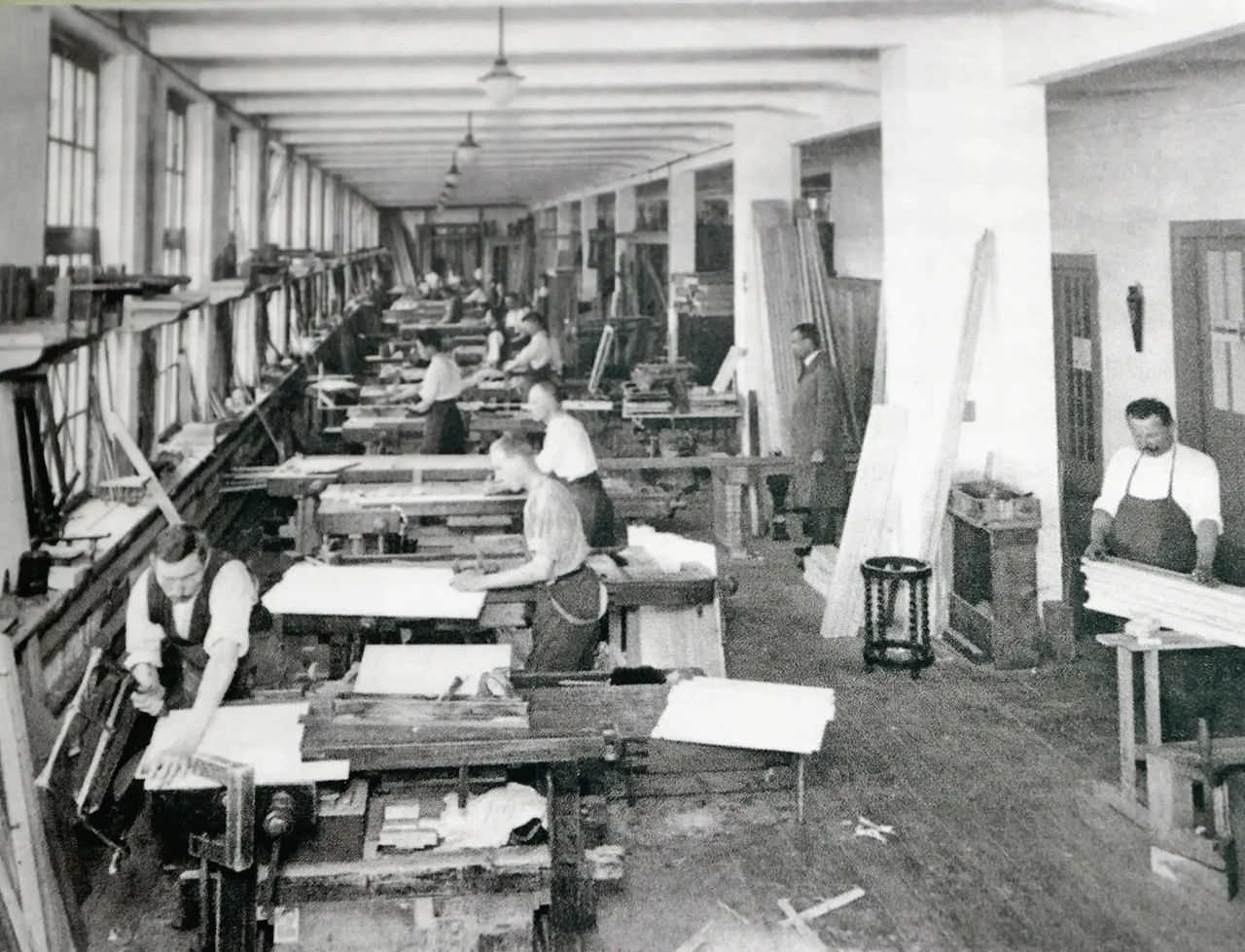
Pohled do interiéru tovární budovy firmy Emil Gerstel v Libni

Manželům se 5. října 1925 narodil syn Hugo-Felix a 25. května 1930 dvojčata John (Jan) a Štěpán (Stephen). Friedrich Gerstel si následně počeštil své jméno na Bedřich a svou národnost uváděl jako československou. Firma i nadále expandovala, zvyšoval se počet zaměstnanců. V roce 1926 uvedl do provozu novou tovární budovu na Poděbradově třídě a v roce 1924 si otevřel další drobný podnik – obchod s cukrovinkami. Pod jeho vedením dosáhla firma svého vrcholu. Ačkoliv 80% výroby tvořil malosériový nábytek pro dvou- až čtyřpokojové měšťanské byty, firmu proslavil nábytek na míru podle návrhů různých architektů, nejvíce českých, ale také vídeňských, případně německých. V letech 1927–1939 firma zaměstnávala vlastního architekta, kterým byl Arthur Blitz. Gerstel dbal na to, aby zařízení bylo stylově jednotné a k nábytku se dodávalo i veškeré další zařízení včetně váz a popelníků. Firma též vyráběla skříně na rádia, zárubně ke dveřím a dveře.

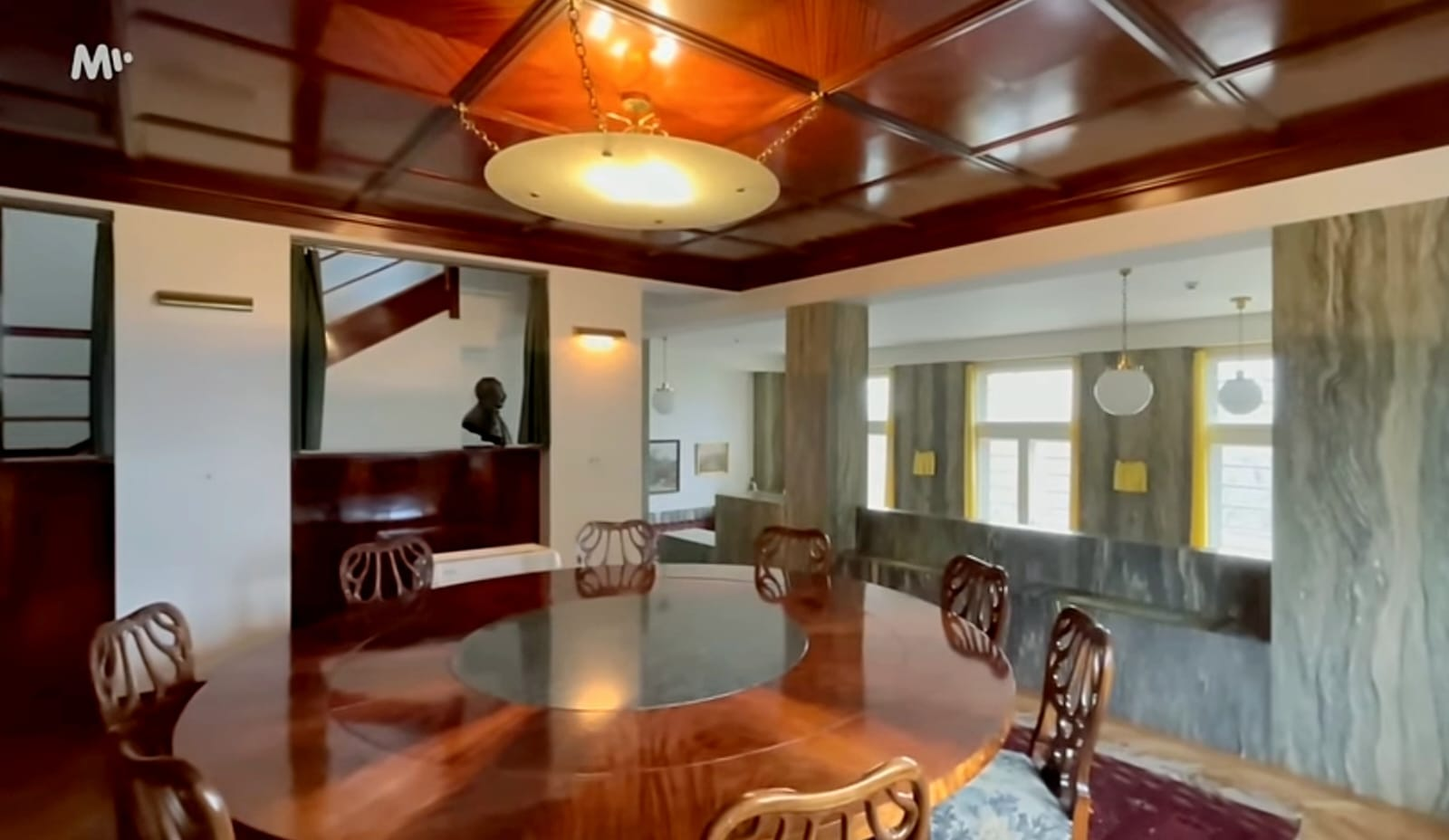
Jídelna v Müllerově vile vybavená nábytkem Gerstel

Gerstel zařizoval interiéry jak na evropských královských dvorech, tak i českým prezidentům, T. G. Masarykovi a Edvardu Benešovi, a na československých zastupitelstvích v zahraničí. Jeho nábytek zdobil nejrůznější domy a paláce v Bruselu, Londýně, Paříži či Berlíně. V Praze zařizovala firma Gerstel vilu Otto Petschka v Bubenči, Müllerovu vilu, reprezentační místnosti firmy Walter v Jinonicích, v Plzni pak dvojvilu vrchního ředitele a sládka Měšťanského pivovaru. Mezi Gerstelovy zákazníky patřil například perský šáh Muhammad Rezá Pahlaví.

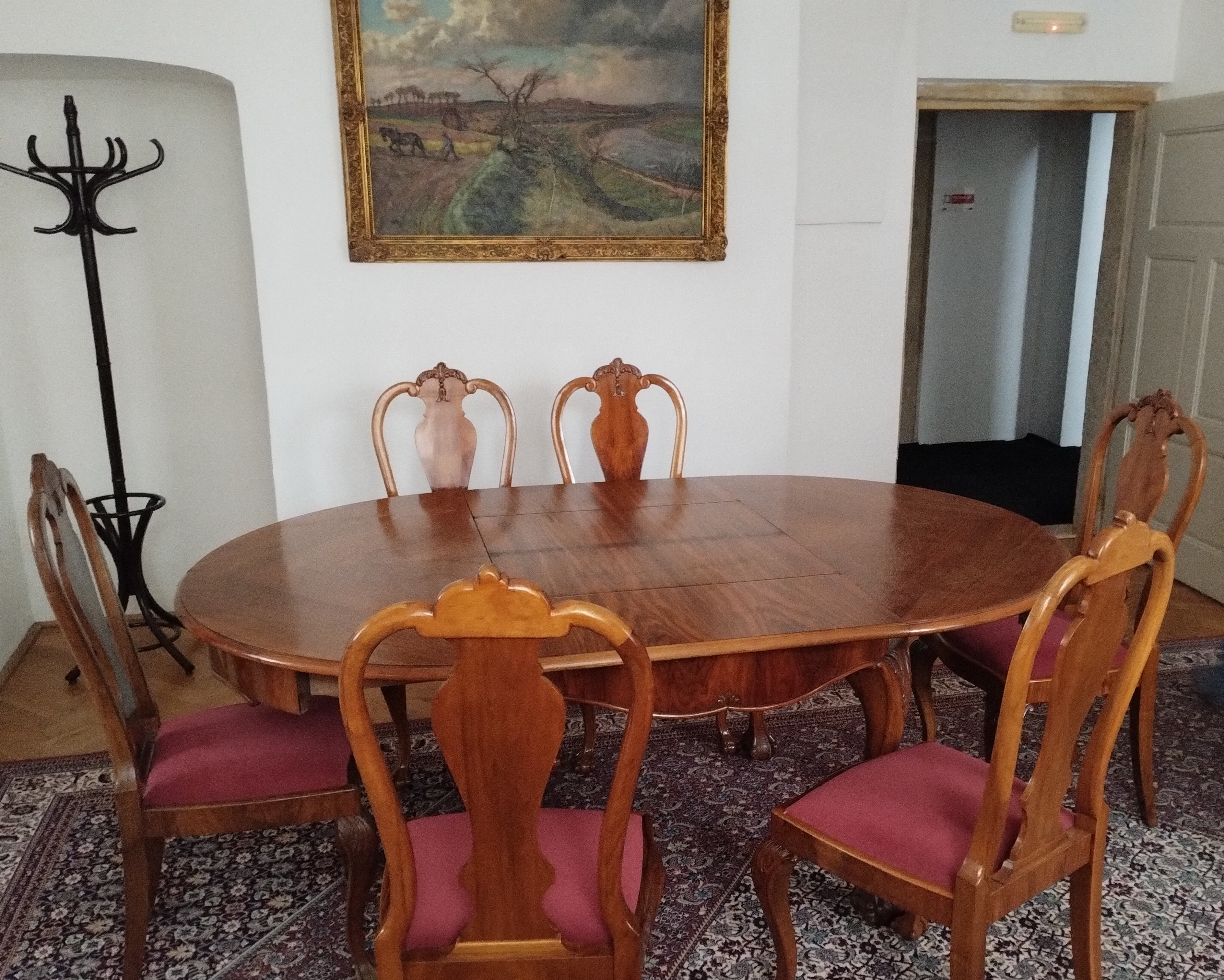
Expozice nábytku Gerstel v Horním zámku v Památníku národního útlaku a odboje v Panenských Břežanech

Život Gerstela a jeho rodiny ovlivnila rostoucí moc nacistů. Bedřichova sestra Alice, spisovatelka, která se provdala do Německa, se v roce 1932 vrátila do Prahy a nakonec v roce 1936 opustila Evropu i s manželem, německým levicovým politikem Ottem Rühlem, a přesídlila do Mexika (přátelila se s mexickou malířkou Fridou Kahlo a jejím manželem Diego Riverou). Sestra Susanne (Zuzana) se svým mužem rovněž odešla ve 30. letech, nejprve do Brazílie a později do USA. Nakonec se i Bedřich Gerstel rozhodl opustit Československo. V roce 1938 zažádal o cestovní pasy k cestě do USA za účelem obchodních záležitostí a návštěvy sestry. V červnu 1938 obdržel příslib k získání amerického víza, ale až v březnu 1939 zažádal o vystěhovalecké pasy. Mezitím vyřizoval nutné záležitosti ohledně svého majetku, své tři děti poslal i s jejich vychovatelkami do Švýcarska. 15. března 1939 však došlo k německé okupaci a tak dostal s manželkou narychlo povolení vycestovat za dětmi pouze s příručním zavazadlem. Pět dnů po okupaci zplnomocnil pražského advokáta ke správě veškerého svého majetku, a to s plnými vlastnickými právy, včetně prodeje či likvidace. Princip předání majetku v protektorátu Čechy a Morava fungoval až do počátku roku 1940, kdy nacisté dovolovali majetným Židům se "vyplatit".
Gerstelova rodina se usadila v New Yorku, kde Bedřich Gerstel (v USA přijal jméno Frederick Gerstel) pracoval jako manager pobočky firmy Thonet, své bývalé konkurence. Zemřel v roce 1967 v New Yorku.
Firmu a veškerý majetek Gerstelovy rodiny v dubnu 1940 konfiskovalo gestapo ve prospěch Německé říše. V Horním zámku v Panenských Břežanech se usídlil Karl Hermann Frank. Gerstelova nábytkářská firma byla převedena na truhlářskou válečnou výrobu pod koncernem SS pod názvem Deutsche Meisterwerkstätten G.m.b.H. Továrna byla těžce poškozena bombardováním ze dne 25. března 1945. Po skončení druhé světové války byla pod národní správou a po nezbytných opravách se vrátila k výrobě nábytku pod názvem Emil Gerstel, dř. Meisterwerkstätten G.m.b.H. V roce 1948 byla znárodněna. K restituci nedošlo a rodinný majetek se Gerstelovým nevrátil.
Expozici nábytku Emil Gerstel si lze prohlédnout v přízemí Horního zámku v Panenských Břežanech, kde dnes sídlí Památník národního útlaku a odboje.